# 4014 Heizman
4014 Heizman este un asteroid din centura principală, descoperit pe 28 septembrie 1979 de Nikolai Cernîh.